# ادوارد اویرا
ادوارد اویرا (چکی: Eduard Uvíra؛ زادهٔ ۱۲ ژوئیهٔ ۱۹۶۱) بازیکن هاکی روی یخ اهل چکسلواکی بود.